# Beatty-tétel
A Beatty-tétel az elemi számelmélet egyik állítása. A tételt Samuel Beatty tűzte ki az American Mathematical Monthly feladat rovatában, 1926-ban.

## A tétel kimondása
Legyen t>0 irracionális szám. Ekkor t Beatty-sorozatának nevezzük a
{\displaystyle {\mathcal {B}}_{t}=[t],[2t],[3t],\dots =\left([nt]\right)_{n\geq 1}}
számsorozatot, ahol a szögletes zárójel az egészrészt jelöli.
A tétel szerint ha {\displaystyle \alpha }, {\displaystyle \beta } pozitív irracionális számok, amikre teljesül
akkor {\displaystyle {\mathcal {B}}_{\alpha }} és {\displaystyle {\mathcal {B}}_{\beta }} együtt minden pozitív egész számot pontosan egyszer tartalmazza.

## Bizonyítások

### Első bizonyítás
Világos, hogy {\displaystyle \alpha } és {\displaystyle \beta } mindketten 1-nél nagyobb számok, ezért {\displaystyle {\mathcal {B}}_{\alpha }}-ban, illetve {\displaystyle {\mathcal {B}}_{\beta }}-ban nem fordulhat elő egynél többször egy egész szám. Tehát a tétel igazolásához elegendő megmutatnunk, hogy {\displaystyle {\mathcal {B}}_{\alpha }\cap {\mathcal {B}}_{\beta }=\emptyset } (1) és {\displaystyle (\mathbb {N} \setminus {\mathcal {B}}_{\alpha })\cap (\mathbb {N} \setminus {\mathcal {B}}_{\beta })=\emptyset } (2). Még megjegyezzük, hogy mivel {\displaystyle \alpha } és {\displaystyle \beta } irracionális, azért {\displaystyle n\alpha } és {\displaystyle m\beta } sosem egész szám.
(1) bizonyítása: Tegyük fel indirekt, hogy van olyan n és m, hogy {\displaystyle n\alpha } és {\displaystyle m\beta } ugyanabba a (k;k+1) intervallumba esik, vagyis
{\displaystyle k<n\alpha <k+1}, {\displaystyle k<m\beta <k+1},
átosztva
{\displaystyle {\frac {k}{\alpha }}<n<{\frac {k+1}{\alpha }}}, {\displaystyle {\frac {k}{\beta }}<m<{\frac {k+1}{\beta }}}.
A két egyenlőtlenséget összeadva, és kihasználva a feltételt:
{\displaystyle k<n+m<k+1},
ami ellentmondás, hisz két szomszédos egész szám közé nem eshet más egész szám.
(2) bizonyítása: Tegyük fel indirekt, hogy valamely [k;k+1) intervallumba nem esik {\displaystyle n\alpha } és {\displaystyle m\beta } alakú szám sem. Ilyenkor tehát valamely n-re és m-re fennáll, hogy
{\displaystyle n\alpha <k}, de {\displaystyle k+1<(n+1)\alpha };
{\displaystyle m\beta <k}, de {\displaystyle k+1<(m+1)\beta }.
Ismét átosztva és összeadva adódik, hogy
{\displaystyle m+n<k\left({\frac {1}{\alpha }}+{\frac {1}{\beta }}\right)}
és
{\displaystyle (k+1)\left({\frac {1}{\alpha }}+{\frac {1}{\beta }}\right)<(n+1)+(m+1)}.
A kettőt összevetve {\displaystyle m+n<k<m+n+1} adódik, ami ismét ellentmondás.
(1) és (2) belátásával pedig a tétel bizonyítást nyert.

### Második bizonyítás
Jelölje valamely N>0 egész számra {\displaystyle f(N)} azt, hogy 0 és N közé {\displaystyle \alpha }-nak és {\displaystyle \beta }-nak összesen hány többszöröse esik. Ha belátjuk, hogy minden N-re, hogy {\displaystyle f(N+1)=f(N)+1} (*), akkor az {\displaystyle [N;N+1)} intervallumban pontosan egy {\displaystyle n\alpha } vagy {\displaystyle m\beta } alakú szám lehet, így N-et {\displaystyle {\mathcal {B}}_{\alpha }} és {\displaystyle {\mathcal {B}}_{\beta }} pontosan egyszer tartalmazza.
Könnyen átgondolható, hogy {\displaystyle \left[{\frac {N}{\alpha }}\right]} darab {\displaystyle \alpha }-többszörös kisebb N-nél, és {\displaystyle \left[{\frac {N}{\beta }}\right]} darab {\displaystyle \beta }-többszörös, ahonnan
{\displaystyle f(N)=\left[{\frac {N}{\alpha }}\right]+\left[{\frac {N}{\beta }}\right]}.
Egyfelől, mivel {\displaystyle \alpha } és {\displaystyle \beta } irracionális, így garantáltan
{\displaystyle f(N)<{\frac {N}{\alpha }}+{\frac {N}{\beta }}=N}.
Másrészt, az {\displaystyle [x]>x-1} becslést felhasználva
{\displaystyle f(N)>\left({\frac {N}{\alpha }}-1\right)+\left({\frac {N}{\beta }}-1\right)=N-2}
adódik, így {\displaystyle f(N)} egész szám lévén csakis {\displaystyle f(N)=N-1} lehet. Ebből pedig (*) leolvasható.
Megjegyzés: utóbbi bizonyításból világosan látható, hogy a tétel megfordítása is igaz.
Mindkét bizonyítás kis módosításával megkaphatjuk a tétel rokon változatát pozitív racionális számokra: ha (m,n)=1 pozitív egészek, akkor a következő {\displaystyle m+n-2} racionális szám közül pontosan egy esik az {\displaystyle (1;2),(2;3),\dots ,(m+n-2;m+n-1)} intervallumok mindegyikébe:
{\displaystyle {\frac {m+n}{m}},{\frac {2(m+n)}{m}},\dots ,{\frac {(m-1)(m+n)}{m}}}; {\displaystyle {\frac {m+n}{n}},{\frac {2(m+n)}{n}},\dots ,{\frac {(n-1)(m+n)}{n}}}.